# King Jack
King Jack is een Nederlandse voormalige rockband, bestaande uit Boaz Kroon, Guido Blom, Thijs Boontjes en Ferry Kunst. Kroon en Boontjes genoten bekendheid als (ex-)bandlid van Anouk.

## Biografie
De bandleden van King Jack leerden elkaar kennen in Amsterdam. Door een optreden in het televisieprogramma De Wereld Draait Door trok de groep aandacht. In 2008 resulteerde dit in een platencontract bij Sony BMG (tegenwoordig: Sony Music Entertainment). Op 26 januari 2009 verscheen bij dit label hun eerste single en in dezelfde maand stond de band op muziekfestival Noorderslag. De single getiteld Sunrise stond een week in de Nederlandse top 100. In 2012 besloten de leden van King Jack te stoppen met de band en andere wegen in te slaan. Op 23 december 2012 was hun laatste optreden, in de Melkweg in Amsterdam.

## Kroon en Boontjes bij Anouk
Op 20 juli 2009 werd in verschillende media bekend dat Anouk haar bassist Boaz Kroon op straat had gezet. Enkele dagen hierna liet Thijs Boontjes, middels een persbericht op de website van Sony Music Entertainment, weten dat hij zijn samenwerking met Anouk eveneens had beëindigd.

## King Jack in reclamefilms
In januari 2012 was King Jack te zien in een reclamespotje van Vodafone. Het nummer Take Me Home werd gebruikt in een campagne waarin de bandleden te zien waren tijdens een optreden.
Het nummer Lose It werd gebruikt in een spotje van Bavaria in 2013.

## Discografie

### Albums
| Album met eventuele hitnotering(en) in de Nederlandse Album Top 100 | Datum van verschijnen | Datum van binnenkomst | Hoogste positie | Aantal weken | Opmerkingen |
| ------------------------------------------------------------------- | --------------------- | --------------------- | --------------- | ------------ | ----------- |
| King Jack                                                           | 31-10-2011            | 05-11-2011            | 32              | 1            |             |

### Singles
| Single met eventuele hitnotering(en) in de Nederlandse Top 40 | Datum van verschijnen | Datum van binnenkomst | Hoogste positie | Aantal weken | Opmerkingen                 |
| ------------------------------------------------------------- | --------------------- | --------------------- | --------------- | ------------ | --------------------------- |
| Sunrise                                                       | 26-01-2009            | -                     |                 |              | Nr. 99 in de Single Top 100 |